# 헤이지의 난
헤이지의 난(일본어: 平治の乱)은 일본 헤이안 시대 1159년 천황파와 상황파가 교토에서 벌인 내전이다.
호겐의 난 이후 고시라카와 천황은 그 자신이 황위를 니조 천황에게 물려주고 상황이 됨으로써 귀족, 무가 등은 또다시 고시라카와 상황 지지세력과 니조 천황 지지세력으로 재분리되었다. 12월에 상황파가 선제공격했고, 만반의 준비를 갖춘 천황파도 즉시 이에 맞섰다. 접전 끝에 천황파의 승리로 끝나고, 고시라카와 상황은 유배되었다. 그리고 천황파를 대표하는 다이라노 기요모리(平淸盛)가 막부의 원형이라 할 수 있는 무가정권을 세웠다.

## 전개
호겐의 난에서 승리한 고시라카와 천황은 1158년(호겐 3년)에 퇴위하여 인세이(院政-현 천황이 천황의 자리를 후계자에게 물려주고 院에 들어가 정치를 하는 것으로 실권은 그대로 유지하는 섭정형태)를 시작했으나 그 사이에 인노긴신(院近臣-인에서 정치하는 상황(上皇)을 보필하는 측근)과 무사(武士)사이에 권력투쟁이 격화되어 갔다.
측근 신하인 신제이(信西)와 후지와라노 노부요리(藤原信頼) 사이의 권력투쟁이 극에 달하여 신제이가 노부요리의 근위대장 취임을 저지하는 단계에 이르자 양측의 투쟁은 심각한 상황에 이르게 되었다.
한편 무사단의 당주로서 양대 세력을 형성한 이세 헤이시의 다이라노 기요모리와 가와치 겐지의 미나모토노 요시토모는 호겐의 난에서 공을 세우며 실질적인 유력 무력집단으로 대두하였다. 난에서 최고의 전공을 세운 요시토모는 논공행상에서 자신은 정 5위의 관직만 얻은 데 비해 기요모리가 정 4위 관직에 장원까지 받은 것에 불만을 품었고 양자의 반목도 첨예해 졌다. 요시토모는 처음에 신제이에게 접근하려 하였으나 기요모리가 선수를 쳐서 신제이와 결탁하여 세력을 확장시키자 신제이와 대립하는 노부요리와 손을 잡았고 신제이·기요모리와 노부요리·요시토모의 2개의 정치세력이 대립하는 상황에 달한다.
1159년(헤이지 1년) 12월 노부요리·요시토모는 기요모리가 구마노 지역에 신사참배에 나간 사이에 거병을 하여 고시라카와 상황과 니조 천황을 유폐시키고 신제이의 저택을 불태우고 신제이를 자결시킨다. 노부요리는 일시적으로 조정의 실권을 장악하나 급거 귀경한 기요모리는 고시라카와 상황과 니조 천황을 구출함과 동시에 노부요리가 점거하고 있던 궁성을 공격하여 격전끝에 요시토모군을 격파하였다.
노부요리는 고시라카와 상황에 구명을 요청하나 거절당하고 참수되고, 요시토모는 동쪽으로 피신하나 결국 요시토모의 장남 가마쿠라 아쿠겐타와 함께 처형되고 삼남 미나모토노 요리토모(源頼朝-후일 가마쿠라 막부를 세움)는 이즈국으로 유배된다. 이 헤이지의 난 결과, 요리토모 집안인 가와치 겐지는 몰락하고 기요모리 집안인 헤이케(이세 헤이시)가 중앙정계에서 거의 유일의 세도 무사(武士)가문으로서의 지위를 확립하면서 비 후지와라 씨로는 최초로 생전에 실직으로서 태정대신에 올라 헤이케 정권을 열었다.

## 같이 보기
- 호겐의 난